# The Minutemen
The Minutemen var et amerikansk punkband dannet i San Pedro, Californien i 1980. Bandet udgav fire albums og otte EP'er inden Boon døde i en bilulykke i 1985. De var kendte i det californiske punkmiljø for deres filosofi "jamming econo", der afspejlede sig i både deres turnéer og fremtræden, mens deres eklektiske og eksperimenterende attitude var pionerende inden for den alternative rock. 
Efter Boons død dannede de resterende medlemmer bandet fIREHOSE med Ed Crawford.

## Gruppemedlemmer
- D. Boon, guitar
- Mike Watt, bassist
- George Hurley, trommer

## Diskografi
- The Punch Line (1981)
- What Makes a Man Start Fires? (1983)
- Double Nickels on the Dime (1984)
- 3-Way Tie (For Last) (1985)